# Chiesa della Madonna della Consolazione (Nomi)
La chiesa della Madonna della Consolazione è la parrocchiale di Nomi in Trentino. Fa parte della zona pastorale della Vallagarina dell'arcidiocesi di Trento e risale al XII secolo.

## Storia

### Edificio medievale

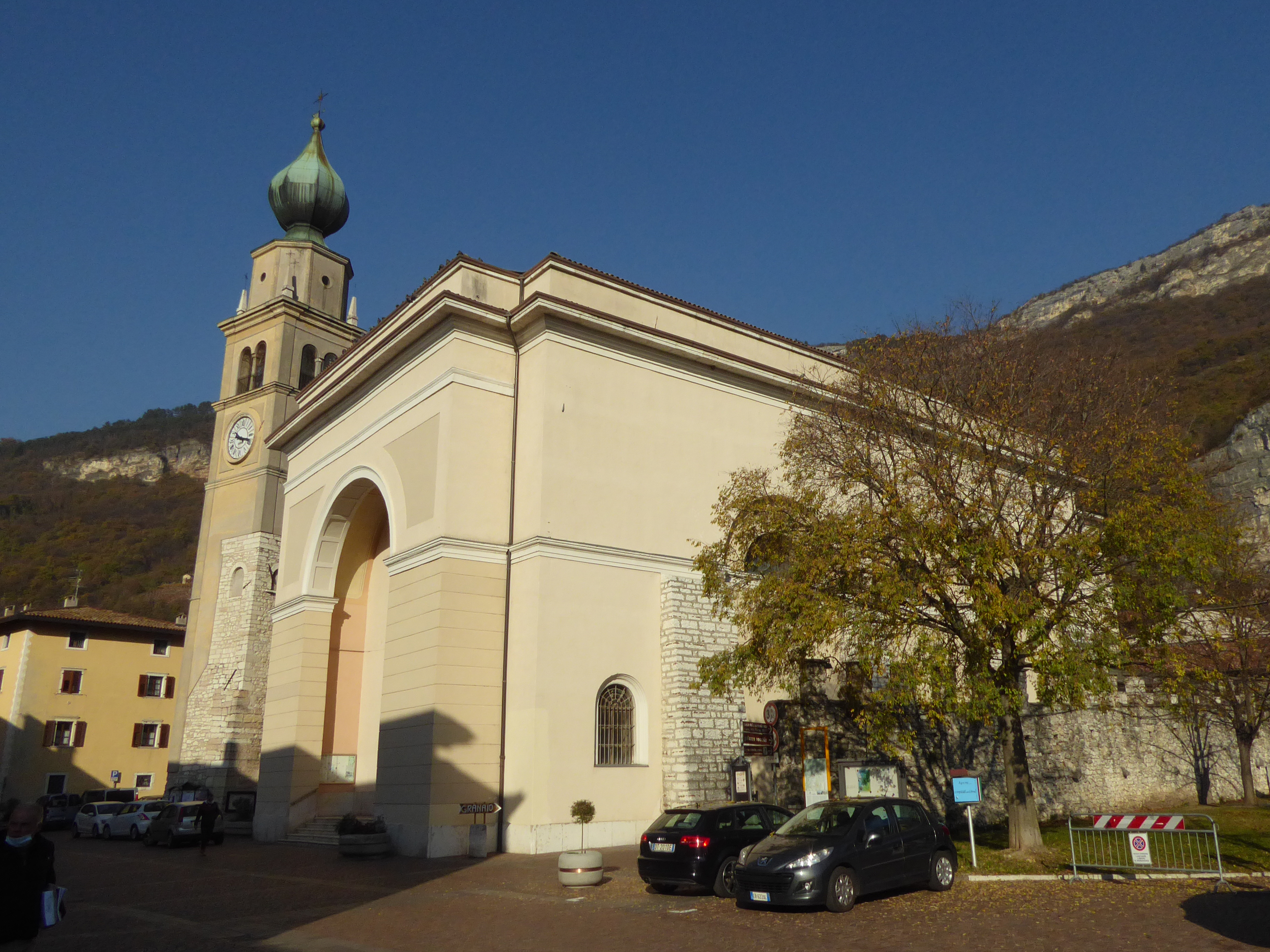
Madonna della Consolazione, Edificio visto da destra con torre campanaria

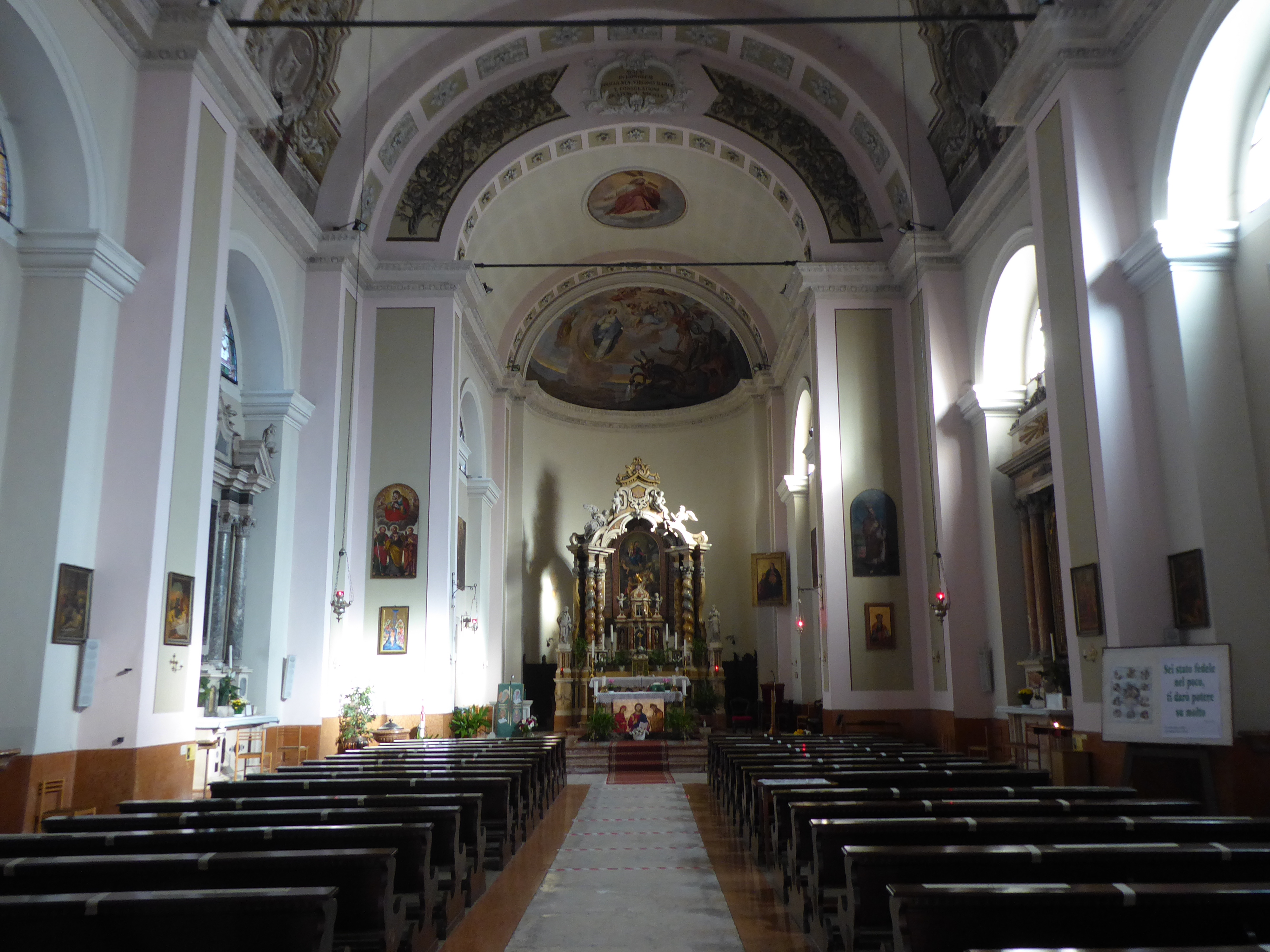
Interno

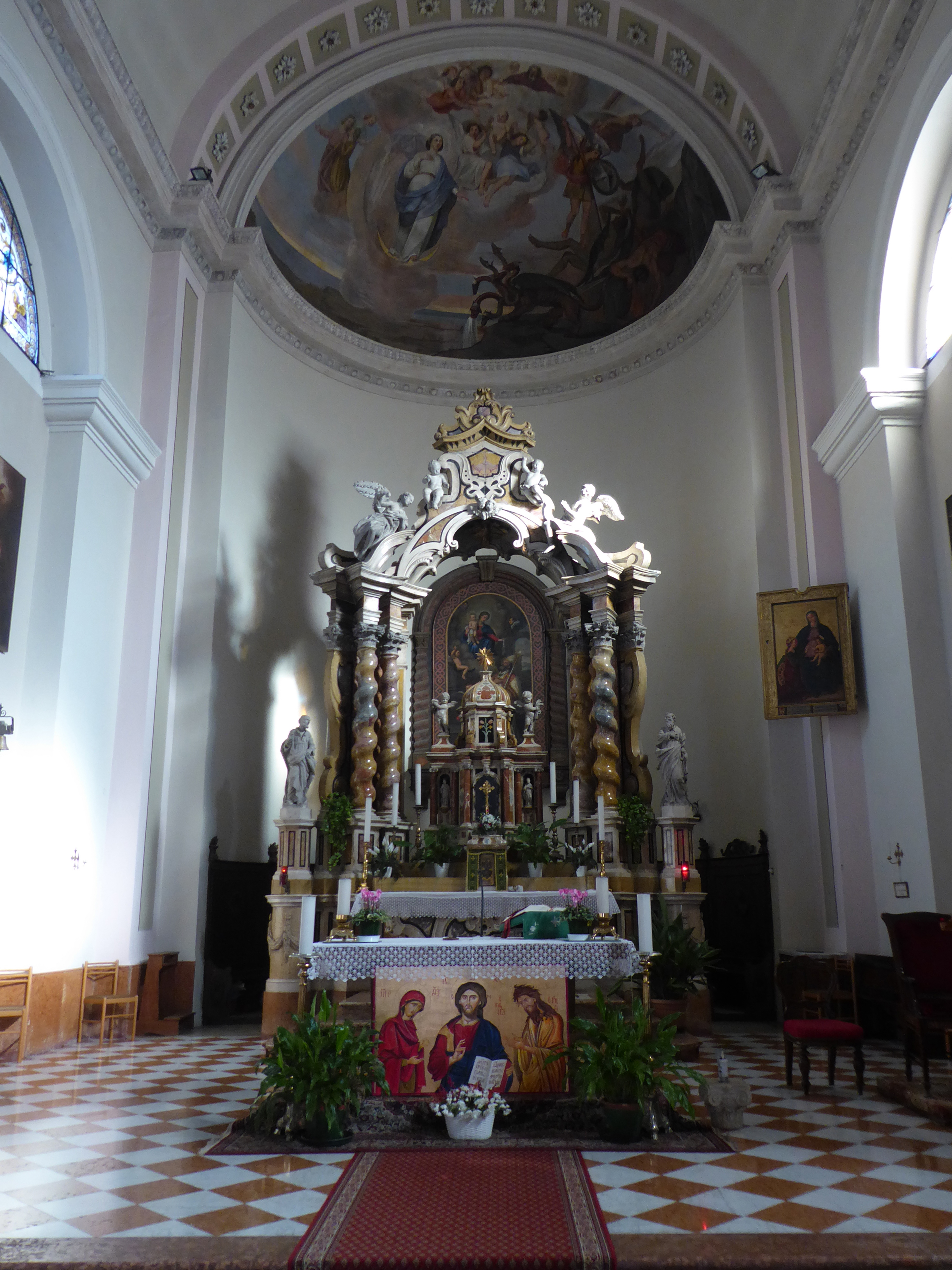
Altare maggiore

L'antica chiesa medievale venne costruita quasi certamente durante il XII secolo e secondo quanto riportato da Aldo Gorfer la prima citazione dovrebbe risalire al 1188 e, in tale momento, sarebbe risultata dedicata a San Zenone.
Questo primitivo edificio dovrebbe poi essere stato ricostruito a cavallo dei secoli XV e XVI. Nel 1537 la visita pastorale di Bernardo Clesio confermò nei suoi atti che l'altare maggiore era dedicato a San Zenone. Visite pastorali successive descrissero in un primo momento la presenza nella sala di due altari laterali, con dedica a San Giovanni Battista e ai santi Fabiano e Sebastiano e in seguito di altri due, dedicati a San Valentino e alla Madonna del Rosario.
A partire dalla seconda metà del XVII secolo l'edificio medievale venne ampliato e modificato nelle sue forme architettoniche secondo il gusto barocco e, dopo tali interventi venne celebrata, nel 1683, una nuova consacrazione. Nel 1686 divenne espositura della pieve di Villa Lagarina, la chiesa di Santa Maria Assunta. Nel corso del XVIII secolo prima venne demolito l'altare di San Giovanni Battista sostituito da quello dedicato alla Beata Maria Vergine, nel 1728, poi la chiesa venne elevata a dignità curaziale, sussidiaria della pieve di Villa Lagarina.

### Edificio moderno
Nella seconda metà del XIX secolo l'edificio, che era già stato oggetto di un importante ampliamento nel seicento ma ormai inadeguato per le necessità dei fedeli, venne sostituito da un nuovo tempio. Una volta ultimato, nel 1869, il vescovo di Trento Benedetto Riccabona de Reichenfels lo consacrò con cerimonia solenne.
Ottenne dignità di chiesa parrocchiale nel 1888.
Nel corso del XX secolo prima vennero sostituite le grandi vetrate poi, nel primo dopoguerra, venne consolidata la struttura messa a rischio anche da scosse sismiche nel 1936. Tra il 1944 e il 1945 vennero riparati i danni prodotti dagli eventi bellici e, negli anni sessanta si rifece parte della copertura. Lo scultore Luciano Carnessali lavorò alle decorazioni dei portali laterali e venne realizzato l'adeguamento liturgico. Venne anche realizzato un intervento importante sulla torre campanaria che ne evidenziò la sua struttura originale.
Nel 1979 la torre campanaria venne dotata di un orologio e nel 1982 fu installato un sistema anti intrusione. Un grave danno fu causato, nel 1986, dal crollo di una parte della volta del presbiterio. Fu necessario ricostruire le parti collassate e anche l'altare distrutto, consolidando la struttura. In tale occasione venne restaurata anche la facciata, già danneggiata in precedenza. Gli ultimi interventi si sono conclusi nel 2007 ed hanno previsto, tra gli altri, nuovi lavori di consolidamento, restauri alle parti marmoree, revisione delle pavimentazioni e adeguamento degli impianti.

## Descrizione

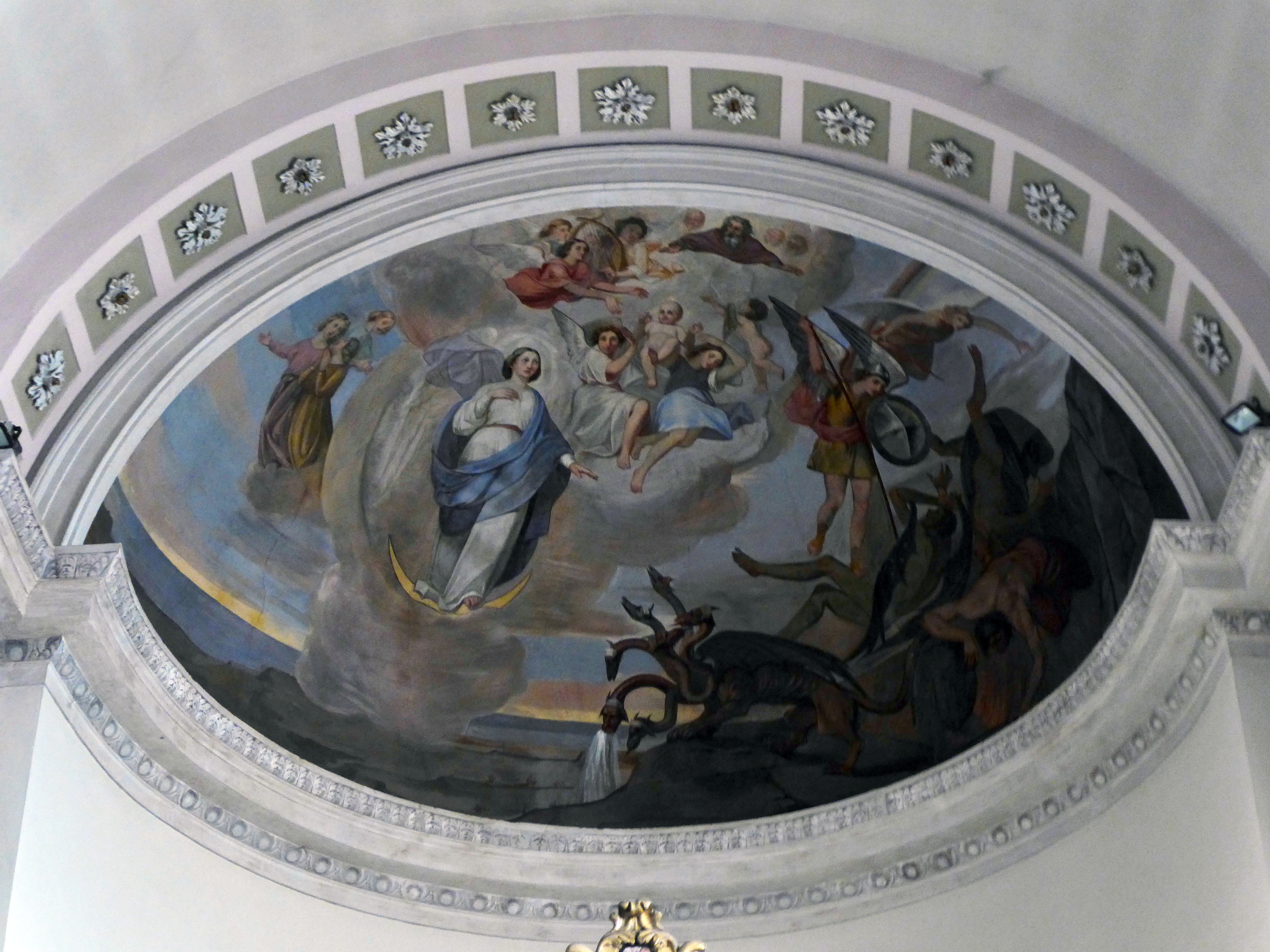
Affresco del catino absidale

### Esterni
La facciata si presenta senza spioventi, con cornice superiore orizzontale e sporgente e caratterizzata dalla grande arcata a tutto sesto incassata con il portale aechitravato. La torre campanaria si eleva in posizione avanzata sulla sinistra, leggermente distaccata. La cella, posta sopra l'orologio, si apre con quattro finestra a bifora ed è sovrastata dal tamburo ottagonale che si conclude con una copertura a cipolla poligonale.

### Interni
La navata interna è unica suddivisa in tre campate. In controfacciata si trova la cantoria. Attraverso l'arco santo si accede al presbiterio leggermente elevato. La volta presbiteriale è riccamente decorata. Nella presbiterio a sinistra si conserva il crocifisso in legno attribuito a Leonardo Gaggia. L'organo a canne è stato costruito dai fratelli Rieger, poi riparato dalla ditta Fratelli Aletti e da Mascioni.